# 22. ročník udílení Critics' Choice Movie Awards
22. ročník udílení cen Critics' Choice Movie Awards se konal 11. prosince 2016 na letišti v Santa Monice v Kalifornii. Ceremoniál moderoval herec T. J. Miller. Poprvé v historii se předávání konalo namísto ledna v prosinci.

## Vítězové a nominovaní
Nominace byly oznámeny 1. prosince 2016.
| Nejlepší film | Nejlepší režisér | Nejlepší herec |
| --- | --- | --- |
| - La La Land - Příchozí - Ploty - Hacksaw Ridge: Zrození hrdiny - Za každou cenu - Lion - Loving - Místo u moře - Moonlight - Sully: Zázrak na řece Hudson | - Damien Chazelle – La La Land - Mel Gibson – Hacksaw Ridge: Zrození hrdiny - Barry Jenkins – Moonlight - Kenneth Lonegran – Místo u moře - David Mackenzie – Za každou cenu - Denis Villeneuve – Příchozí - Denzel Washington – Ploty | - Casey Affleck – Místo u moře - Joel Edgerton – Loving - Andrew Garfield – Hacksaw Ridge: Zrození hrdiny - Ryan Gosling – La La Land - Tom Hanks – Sully: Zázrak na řece Hudson - Denzel Washington – Ploty                                                                           |
| Nejlepší herečka | Nejlepší herec ve vedlejší roli | Nejlepší herečka ve vedlejší roli |
| - Natalie Portmanová – Jackie - Amy Adamsová – Příchozí - Annette Beningová – Ženy 20. století - Isabelle Huppertová – Elle - Ruth Negga – Loving - Emma Stoneová – La La Land                                                                                              | - Mahershala Ali – Moonlight - Jeff Bridges – Za každou cenu - Ben Foster – Za každou cenu - Lucas Hedges – Místo u moře - Dev Patel – Lion - Michael Shannon – Noční zvířata                                                          | - Viola Davis – Ploty - Greta Gerwig – Ženy 20. století - Naomie Harrisová – Moonlight - Nicole Kidmanová – Lion - Janelle Monáe – Skrytá čísla - Michelle Williams – Místo u moře |
| Nejlepší mladý herec/herečka | Nejlepší filmové obsazení | Nejlepší původní scénář |
| - Lucas Hedges – Místo u moře - Alex Hibbert – Moonlight - Lewis MacDougall – Volání netvora: Příběh života - Madina Nalwanga – Královna z Katwe - Sunny Pawar – Lion - Hailee Steinfeld – Hořkých sedmnáct                                                                 | - Moonlight - Ženy 20. století - Ploty - Za každou cenu - Skrytá čísla - Místo u moře | - Damien Chazelle – La La Land - Kenneth Lonergan – Místo u moře - Barry Jenkins – Moonlight - Yorgos Lanthimos – Humr - Jeff Nichols – Loving - Taylor Sheridan – Za každou cenu |
| Nejlepší adaptovaný scénář | Nejlepší kamera | Nejlepší filmová architektura |
| - Eric Heisserer – Příchozí - Luke Davis – Lion - Tom Ford – Noční zvířata - Todd Komarnicki – Sully: Zázrak na řece Hudson - Allison Schroeder a Theodore Melfi – Skrytá čísla - August Wilson – Ploty                                                                     | - Linus Sandgren – La La Land - Stéphane Fontaine – Jackie - James Laxton – Moonlight - Seamus McGarvey – Noční zvířata - Bradford Young – Příchozí                                                                                    | - Sandy Reynolds-Wasco a David Wasco – La La Land - Stuart Craig, James Hambidge a Anna Pinnock – Fantastická zvířata a kde je najít - Jess Gonchor a Nancy Haigh – Pod rouškou noci - Paul Hotte, André Valade a Patrice Vemette – Příchozí - Vérnoque Melery a Jean Rabasse – Jackie |
| Nejlepší střih | Nejlepší návrh kostýmů | Nejlepší masky |
| - Tom Cross – La La Land - John Gilbert – Hacksaw Ridge: Zrození hrdiny - Blu Murray – Sully: Zázrak na řece Hudson - Nat Sanders a Joi McMilon – Moonlight - Joe Walker – Příchozí                                                                                         | - Madeline Fontaine – Jackie - Colleen Atwood – Fantastická zvířata a kde je najít - Consolata Boyle – Božská Florence - Joanna Johnston – Spojenci - Eimer Ní Mhaoldomhnaigh – Láska a přátelství - Mary Zophres – La La Land         | - Jackie - Doctor Strange - Fantastická zvířata a kde je najít - Hacksaw Ridge: Zrození hrdiny - Star Trek: Do neznáma |
| Nejlepší vizuální efekty | Nejlepší animovaný film | Nejlepší akční film |
| - Kniha džunglí - Příchozí - Doctor Strange - Fantastická zvířata a kde je najít - Volání netvora: Příběh života | - Zootropolis: Město zvířat - Hledá se Dory - Kubo a kouzelný meč - Odvážná Vaiana: Legenda o konci světa - Červená želva - Trollové                                                                                                   | - Hacksaw Ridge: Zrození hrdiny - Captain America: Občanská válka - Deadpool - Doctor Strange - Jason Bourne |
| Nejlepší herec v akčním filmu | Nejlepší herečka v akčním filmu | Nejlepší komedie |
| - Andrew Garfield – Hacksaw Ridge: Zrození hrdiny - Benedict Cumberbatch – Doctor Strange - Matt Damon – Jason Bourne - Chris Evans – Captain America: Občanská válka - Ryan Reynolds – Deadpool                                                                            | - Margot Robbie – Sebevražedný oddíl - Gal Gadotová – Batman v Superman: Úsvit spravedlnosti - Scarlett Johanssonová – Captain America: Občanská válka - Tilda Swintonová – Doctor Strange                                             | - Deadpool - Centrální inteligence - Don't Think Twice - Hořkých sedmnáct - Ave, Caesar! - Správní chlapi |
| Nejlepší herec v komediálním filmu | Nejlepší herečka v komediálním filmu | Nejlepší skladatel |
| - Ryan Reynolds – Deadpool - Ryan Gosling – Správní chlapi - Hugh Grant – Božská Florence - Dwayne Johnson – Centrální inteligence - Viggo Mortensen – Tohle je náš svět | - Meryl Streepová – Božská Florence - Kate Beckinsale – Láska a přátelství - Sally Fieldová – Hello, My Name Is Doris - Kate McKinnonová – Krotitelé duchů - Hailee Steinfeld – Hořkých sedmnáct                                       | - Justin Hurwitz – La La Land - Nicholas Britell – Moonlight - Jóhann Jóhannsson – Příchozí - Michachu – Jackie - Dustin O'Halloran a Hauschka – Lion |
| Nejlepší píseň | Nejlepší cizojazyčný film | Nejlepší sci-fi/hororový film |
| - „City of Stars“ – La La Land - „Audition (The Fools Who Dream)“ – La La Land - „Can't Stop the Feeling!“ – Trollové - „Drive It Like You Stole It“ – Sing Street - „How Far I'll Go“ – Odvážná Vaiana: Legenda o konci světa - „The Rules Don't Apply“ – Pravidla neplatí | - Elle - Komorná - Julieta - Neruda - Klient - Toni Erdmann | - Příchozí - Ulice Cloverfield 10 - Doctor Strange - Smrt ve tmě - Star Trek: Do neznáma - Čarodějnice |